# Georges Baumgartner
Pour les articles homonymes, voir Baumgartner et Charles.
Georges Baumgartner, né le 25 mars 1952 à Porrentruy, est un journaliste suisse, spécialiste du Japon et y vivant depuis 1982.

## Biographie
Georges Baumgartner est correspondant de la Télévision suisse romande, de la Radio suisse romande et de Radio Canada à Tokyo. Il est également le correspondant de Radio France et de la Radio-Télévision belge de la Communauté francophone (RTBF) au Japon sous le pseudonyme de Frédéric Charles. Ce pseudonyme a été choisi pour donner l'illusion d'un correspondant exclusif à Radio France internationale. Il a été choisi en référence au footballeur anglais Charlie George, apprécié du journaliste. Ce nom sonnant trop « anglais », les dirigeants de RFI lui ont accordé le nom Charles tout en lui imposant le prénom Frédéric.
De juillet 2010 à juillet 2013, il préside le Club des correspondants étrangers au Japon (Foreign Correspondents Club of Japan, FCCJ), considéré comme l'un des clubs de presse les plus prestigieux au monde,.
En Suisse, Georges Baumgartner est notamment connu pour la manière dont il signe ses interventions radiophoniques en les terminant par les mots « Georges Baumgartner, Radio suisse romande, Tokyo », une phrase qui a inspiré un motif de T-shirt qui sera réédité en japonais en mars 2011  au profit d'une œuvre caritative venant en aide aux victimes du séisme de 2011 de la côte Pacifique du Tōhoku.
Certaines de ses interventions télévisées, parfois empreintes d’un ton amusé, malicieux sont devenues célèbres, comme la présentation de ses vœux envoyés depuis Tokyo le 1er janvier 2009, un reportage sur de faux distributeurs automatiques ou encore un reportage sur la vente au Japon de couches-culottes pour adultes.
À l'occasion du séisme de 2011 de la côte Pacifique du Tōhoku et des accidents nucléaires de Fukushima, il apparaît très régulièrement dans de nombreux médias francophones en Europe et au Canada. Le journal Le Soir le juge sobre et passionnant lors de ses interventions.
En mars 2017, alors que le journaliste « fêtait » ses 35 ans de correspondance japonaise pour deux médias suisses publics, la Radio Télévision Suisse via la page Facebook de la chaîne TV francophone a diffusé quelques moments forts de ses divers reportages et la radio a recueilli son témoignage sur ses années passées au Pays du Soleil Levant. Le 25 mars 2017, pour son 65e anniversaire, l'émission Nouvo de la RTS met en ligne une « capsule » vidéo contenant les séquences « culte » de son « mythique » correspondant.
A l'occasion du 10e anniversaire du séisme de 2011 et des accidents nucléaires provoqués à Fukushima, la radio et la télévision de la Suisse francophone fait appel à son ancien correspondant, retraité du service public, pour connaître ses analyses sur les répercussions des drames précités sur la société japonaise. Il accorde alors une interview à l'émission "Forum" de RTS-La Première le 11 mars et livre deux reportages diffusés sur la 1ère chaîne de la télévision.
L'humoriste suisse Vincent Kohler s'est inspiré de Georges Baumgartner pour la création de son personnage de spectacle : André Klopfenstein, envoyé très spécial. Il reprend notamment la célèbre citation de Georges Baumgartner en l'adaptant à son personnage, par exemple : « André Klopfenstein, en direct de Oulan-Bator, Radio suisse romande, Tokyo » ou « C'était André Klopfenstein, en direct d'un mur en pleine destruction, pour la Télévision suisse romande, Tokyo ». 
Le 23 juillet 2021, Georges Baumgartner commente au côté de David Lemos la cérémonie d’ouverture des Jeux Olympiques de Tokyo 2020 pour la Radio Télévision Suisse. David Lemos relèvera à cette occasion combien c’est un grand honneur pour lui d’avoir eu Georges Baumgartner à ses côtés.